# NF EN 16001
Dans le contexte économique et environnemental actuel, l’efficacité énergétique constitue un objectif prioritaire et stratégique pour les organismes (entreprises, autorités, institutions, de droit public ou privé…). Elle permet de diminuer les coûts et de réduire les émissions de gaz à effet de serre liées à leurs activités. 
La norme EN 16001 « Systèmes de management de l’énergie » a été élaborée et publiée le 1er juillet 2009 par les organismes de normalisation européens CEN et CENELEC et adoptée en France (NF). Destinée à tout organisme, quel que soit son domaine d’activité ou sa taille, cette norme a pour objectif  de les aider à développer une gestion méthodique de l’énergie pour améliorer leur efficacité énergétique. 
Cette norme européenne a inspiré la norme internationale ISO 50001 publiée le 15 juin 2011. Les pays membres du CEN, ayant contribué à élaborer la norme EN 16001, ont veillé au respect de la cohérence entre les deux textes. De ce fait, l'EN 16001 a laissé place à l'ISO 50001 en 2012.

## Principes
La norme EN 16001 définit les exigences d'un système de management de l’énergie et fournit des recommandations de mise en œuvre. 
Pour être conforme à la norme, l’organisme définira une politique énergétique adaptée à ses usages énergétiques. 
À partir d’un diagnostic initial, il identifiera les secteurs à forte consommation et les facteurs énergétiques significatifs (production, température extérieure, taux d'occupation...) 
Puis il définira des cibles énergétiques cohérentes avec sa politique et ses engagements d’amélioration de l’efficacité énergétique et de conformité aux obligations légales et aux autres exigences auxquelles il aura souscrit. 
En s’appuyant sur les compétences d’un responsable « énergie », il établira un programme de suivi et de mesurage de sa performance énergétique. 
En respectant les exigences de la norme, les organismes pourront régulièrement évaluer et réviser leur système de management de l’énergie afin d’identifier les potentiels d’économies d’énergie, adapter leur politique énergétique et la mettre en œuvre.
L’organisme sera alors en mesure de démontrer sa conformité à la politique énergétique qu’il s'est fixée, par une autoévaluation ou par une certification tierce partie.

## Caractéristiques
La norme EN 16001 reprend la structure de la norme ISO 14001 sur les systèmes de management environnemental : elle repose sur l'approche PDCA et s'appuie sur l'identification des aspects énergétiques significatifs. 
La norme fixe en priorité l'amélioration continue de l’efficacité énergétique de l’organisme, objectif mesurable inscrit dans la durée, et vise le développement d'une comptabilité analytique de l’énergie.
Surveillance et mesurage sont au cœur de la démarche: la norme définit sur ces aspects des exigences de moyens telle la définition et la mise en œuvre d'un plan de comptage énergétique. Elle promeut aussi l'étalonnage (benchmarking) interne et externe à l'organisme.
Elle requiert par ailleurs des actions d'information et de formation appropriée dans le domaine du management de l'énergie, pour chaque niveau de management, afin que soient établis les objectifs et cibles pertinents et choisis les méthodes et les outils adéquats pour améliorer la performance énergétique de l'organisme.
Concernant la maîtrise opérationnelle, outre intégrer le souci d’efficacité énergétique lors de l’achat d’équipements, de matières premières et de services, cette norme demande que l'organisme évalue la consommation énergétique lors de l’étude, la modification ou la rénovation des biens, y compris les bâtiments, qui peuvent affecter de manière significative la consommation d'énergie. 
La norme européenne EN 16001 s'inspire de normes et de bonnes pratiques nationales développées par certains pays d'Europe du Nord (Danemark, Suède, Pays-Bas ou Irlande). Les pouvoirs publics ou les agences de l'énergie de ces pays ont mis en place depuis plusieurs années des accords avec des organisations sectorielles ou des entreprises, qui requièrent la mise en place de systèmes de management de l'énergie conforme à un référentiel (actuellement remplacé par la norme EN 16001): ex. accords de long terme aux Pays-Bas, programme EAP de Sustainable Energy Ireland (SEI), programme PFE en Suède... Les entreprises qui s'engagent, bénéficient en retour d'aides publiques et d'appui technique. 
Senternovem, agence de l'énergie néerlandaise, rapporte que les entreprises impliquées dans les accords de long terme montrent sur la période 2001-2007, une amélioration de leur efficacité énergétique annuelle de 2,4 % contre une amélioration de seulement 1 % pour les entreprises hors accords de long terme.
SEI témoigne que l'amélioration de la performance énergétique pour les entreprises ayant mis en place un système de management a été supérieure, respectivement de 8 et 6 % en 2007 et 2008, à celle des sociétés simplement engagées dans de bonnes pratiques de maîtrise de l'énergie, respectivement de 1 et 4,7 % (résultat exceptionnel lié au prix du baril très élevé en 2008).
En Suède, les opportunités d'investissement révélées en appliquant des systèmes de management de l'énergie normalisés dans une centaine d'entreprises ont permis l'économie de 1 TWh annuel d'électricité. De plus souligne l'agence de l'énergie nationale, les investissements permettant ces économies furent 20 % moins onéreux que des investissements pour une même quantité d'électricité produite à partir d'installations éoliennes ou nucléaires. Par ailleurs, la majorité des entreprises avaient développé au préalable des systèmes de management environnemental et identifié l'énergie comme un aspect important; néanmoins les systèmes de management de l'énergie ont eu une forte valeur ajoutée.

## Une avance pour l'Europe
Avec la norme EN 16001, l’Europe dispose d’une avance par rapport aux autres régions du monde. La norme internationale ISO 50001 « Systèmes de management de l'énergie », est en cours et sa publication prévue pour mi 2011. En appliquant la norme EN 16001, les organismes en France et dans toute l’Europe anticipent les exigences de la norme internationale que leur imposera vraisemblablement le marché. 
Pour l’ISO, la future norme 50001 impacterait 60 % de la consommation mondiale d’énergie.

## Sommaire de la norme
Avant-propos
Introduction
1. Domaine d'application
2. Termes et définitions
3. Exigences du système de management de l'énergie
  1. Exigences générales
  2. Politique énergétique
  3. Planification
    1. Identification et revue des aspects énergétiques
    2. Obligations légales et autres exigences
    3. Objectifs, cibles et programme(s) énergétiques

  4. Mise en œuvre et fonctionnement
    1. Ressources, rôles, responsabilité et autorité
    2. Sensibilisation, formation et compétence
    3. Communication
    4. Documentation du système de management de l'énergie
    5. Maîtrise de la documentation
    6. Maîtrise opérationnelle

  5. Vérification
    1. Suivi et mesurage
    2. Évaluation de la conformité
    3. Non-conformités, actions correctives et actions préventives
    4. Maîtrise des enregistrements
    5. Audit interne du système de management de l'énergie

  6. Revue du système de management de l'énergie par la direction
    1. Généralités
    2. Éléments d'entrée de la revue de management
    3. Éléments de sortie de la revue de management

Annexe A (informative) Recommandations pour l'utilisation de la présente Norme européenne
1. Exigences générales
2. Politique énergétique
3. Planification
  1. Identification et revue des aspects énergétiques
  2. Obligations légales et autres exigences
  3. Objectifs, cibles et programme(s) énergétiques
4. Mise en œuvre et fonctionnement
  1. Ressources, rôles, responsabilité et autorité
  2. Sensibilisation, formation et compétence
  3. Communication
  4. Documentation du système de management de l'énergie
  5. Maîtrise de la documentation
  6. Le contrôle opérationnel
5. Vérification
  1. Suivi et mesurage
  2. Évaluation de la conformité
  3. Non-conformités, actions correctives et actions préventives
  4. Maîtrise des enregistrements
  5. Audit interne du système de management de l'énergie
6. Revue du système de management de l'énergie par la direction